# Scleropycnis abietina
Scleropycnis abietina är en svampart som beskrevs av Syd. & P. Syd. 1911. Scleropycnis abietina ingår i släktet Scleropycnis, divisionen sporsäcksvampar och riket svampar.   Inga underarter finns listade i Catalogue of Life.